# Liga Profesional de Baloncesto (Rusia)
La Liga Profesional de Baloncesto (en ruso: Профессиональная баскетбольная лига, Professionálnaya basketbólnaya liga) era la más alta competición de baloncesto que se celebraba en Rusia. Estaba compuesta por 10 equipos y fue la sucesora de la Superliga de Baloncesto de Rusia, denominación que ahora se emplea para la segunda categoría del baloncesto ruso. En 2013 se fusionó con la VTB United League.

## Equipos 2013-2014
| Equipo                   | Ciudad          | Pabellón                                 | Capacidad | Competiciones europeas | Competiciones europeas |                   |
| ------------------------ | --------------- | ---------------------------------------- | --------- | ---------------------- | ---------------------- | ----------------- |
| CSKA Moscow              | Moscú           | CSKA Universal Sports Hall               | 5.500     | Euroliga               | VTB United League      |                   |
| Khimki BC                | Jimki           | Novator Arena                            | 6.000     | Euroliga               | VTB United League      |                   |
| Lokomotiv Kuban          | Krasnodar       | Olimp Arena                              | 3500      | Eurocup                | Eurocup                |                   |
| UNICS Kazan              | Kazán           | Basket-Hall Arena                        | 7500      | Eurocup                | Eurocup                | VTB United League |
| Triumph Lyubertsy        | Liúbertsy       | DS Triumph                               | 3500      | EuroChallenge          | EuroChallenge          | VTB United League |
| Spartak Saint Petersburg | San Petersburgo | Yubileyny Sports Palace                  | 7.700     | Eurocup                | Eurocup                |                   |
| Spartak Primorje         | Vladivostok     | SK "Olimpiets"                           | 1250      |                        |                        |                   |
| Krasnye Krylya Samara    | Samara          | MTL Arena                                | 3.000     | EuroChallenge          | EuroChallenge          |                   |
| BC Nizhny Novgorod       | Nizhni Nóvgorod | Novgorod Palace of Sports of Trade Union | 5.000     |                        |                        |                   |
| Enisey Krasnoyarsk       | Krasnoyarsk     | Ivan Yarygin Sports Palace               | 4.100     |                        |                        |                   |

Nota: El Ural Great y el Universitet Yugra Surgut no participan en la competición debido a problemas financieros. El CSK VVS Samara se fue a la quiebra y fue reemplazado por el Krasnye Krylya. El Spartak Primorje finalizó en la última posición en la temporada 2008/09 y descendió a la Super League B. El Avtodor Saratov se proclamó campeón de la Super League B en la temporada 2008/09 y ascendió de categoría, sin embargo debido a problemas económicos el equipo declinó participar en la Super League A para la temporada 2009/10.

## Palmarés
| - 1992 : CSKA Moscú - 1993 : CSKA Moscú - 1994 : CSKA Moscú - 1995 : CSKA Moscú - 1996 : CSKA Moscú - 1997 : CSKA Moscú - 1998 : CSKA Moscú | - 1999 : CSKA Moscú - 2000 : CSKA Moscú - 2001 : Ural Great Perm - 2002 : Ural Great Perm - 2003 : CSKA Moscú - 2004 : CSKA Moscú - 2005 : CSKA Moscú | - 2006 : CSKA Moscú - 2007 : CSKA Moscú - 2008 : CSKA Moscú - 2009 : CSKA Moscú - 2010 : CSKA Moscú - 2011 : CSKA Moscú - 2012 : CSKA Moscú |